# 올가 미네예바
올가 파블로프나 미네예바(러시아어: Ольга Павловна Минеева, 1952년 9월 1일 ~ )는 전 소련의 육상 선수이다.
그녀는 1980년 모스크바 올림픽에 출전하여 800m 경기에서 소련의 깨끗한 메달을 휩쓰는 데 동료 선수 나데즈다 올리자렌코와 타티야나 프로비도히나를 갈라 1시간 54.81분으로 은메달을 획득하였다.
1982년 아테네에서 열린 유럽 육상 선수권 대회에 출전하여 800m 경기에서 1시간 55.41분의 시간으로 금메달을 획득하였다.